# Махошевцы
Махошевцы — субэтнос адыгов. Адыгское произношение — Мэхъош.

Тамга фамилии Багирсоков — это тамга княжеской семьи, управлявшей Махошевцами.

В настоящее время проживают в разных аулах и городах Республики Адыгея и за её пределами, в том числе за пределами России.
В российской историографии и этнографии Кавказа, махошевцы были известны и до окончания Русско-Кавказской войны.

## Упоминания в литературе и исторических документах
1823 год: «Мухоши, махаш, мухошевцы,—у подошвы Черных гор. Во владении их состоят речки от востока на запад» — Броневский, Семён Богданович
1837 год «Владение Меххошское. Небольшое это владение расположено на запад от бейсленейцев по рекам: Фарз, Псфр и Ккелль. Княжеский род, им владеющий и именуемый Бехгарсокко-хе (Богарсуковы), не разделяется на отрасли. Нынешний князь, меххошцами владеющий, именем Байзрокко, почитается в числе отличных князей и воинов черкесских. Предшествовавший ему князь Яххбок-ко, убитый в драке с абадзехами, был предметом удивления черкес по мужеству и уму.» — Султан Хан-Гирей
1839 год «Мохошъ, повинуется князьям Богорсук. Селения мохошевские расположены на левом берегу Лабы, выше егерукаевских жителей. У мохошевцев 1270 душ мужского полу.»  — Торнау, Фёдор Фёдорович
1857 год  « Мохошь. Земли, ими занимаемые, орошаются ручьями Чехурадж, Белогиак и Шеде.» — Люлье, Леонтий Яковлевич
1913 год «Махошевцы же занимали треугольник, острая вершина которого была у слияния отмеченной выше границы и р. Лабы, катетами служила та же граница и Лаба, а основанием — граница от абадзехов, от Фарса на восток к р. Лабе, севернее нынешней Костромской станицы и южнее Зас-совской. Махошевцы, по Н. Каменеву, как и егерухаевцы, отделились от темиргоевцев после смерти их общего князя Безруко Болотокова. Ранее темиргоевцы, егерухаевцы и махошевцы составляли одно племя темиргоевцев, или „кемгой“.» — Щербина, Фёдор Андреевич

## Этнонимы
Махоши, Мухоши, Мухошевцы, Меххоши, Махош, Мэхъош, Мэхъуэш.

## Топоним
С махошевцами, а точнее с местами их обитания ранее, связан древний топоним — наименование горы «Махошкушха» (близ Майкопа, возле которого найдены Петроглифы Махошкушха). Также станица Махошевская.